# سنط قصير الثمر
سنط قصير الثمر (الاسم العلمي: Acacia brachycarpa)، شجيرة تنتمي إلى جنس السنط وجُنيس (Phyllodineae) وتستوطن كوينزلاند في أستراليا.